# Julio Velasco
Julio Velasco (La Plata, 9 febbraio 1952) è un allenatore di pallavolo e dirigente sportivo argentino naturalizzato italiano, commissario tecnico della nazionale femminile italiana.
Ha legato la sua fama dapprima ai successi con la Panini, con cui ha vinto quattro campionati italiani consecutivi dal 1986 al 1989, e poi ancor più alla nazionale maschile italiana, di cui è stato commissario tecnico dal 1989 al 1996: sotto la sua gestione gli azzurri, fin lì ai margini del volley mondiale, nel corso degli anni 90 del XX secolo si affermarono tra le nazionali più forti di tutti i tempi grazie ai successi della cosiddetta generazione di fenomeni. Alla guida della nazionale azzurra ha vinto, tra gli altri, due mondiali e tre europei.
Diventato selezionatore della nazionale femminile italiana, nel 2024 ha conquistato la Volleyball Nations League nonché la medaglia d'oro – la prima nella storia della pallavolo azzurra – ai Giochi della XXXIII Olimpiade di Parigi.

## Biografia
Nato da padre peruviano, di professione agronomo, e da madre argentina di origini inglesi, professoressa di lingua inglese, cresce assieme ai due fratelli, uno maggiore di un anno e l'altro minore di cinque, in una famiglia evangelica metodista. Il padre, che aveva lasciato il Perù per studiare all'Università Nazionale di La Plata, dove lavorava anche nella radio studentesca, si separa dalla madre e muore nel suo Paese natale per una pancreatite mal curata, quando Julio ha sei anni.
Iscrittosi alla facoltà di filosofia dell'università platense con l'intenzione di diventare professore di liceo, lascia gli studi a sei esami dalla laurea per trasferirsi a Buenos Aires, ritenendo quella città un luogo più sicuro da un punto di vista politico, in quanto «era più facile passare inosservati»: in Argentina, infatti, sono gli anni della dittatura militare (1976-1983), della repressione politica del dissenso e dei desaparecidos. Velasco, presidente del comitato studentesco della sua facoltà e militante comunista, avendo visto "scomparire" alcuni suoi amici nonché temuto la stessa fine per suo fratello minore, del quale non ha notizie per due mesi, lascia l'università e si dedica a vari lavori nella capitale argentina (prima come addetto alle pulizie, poi come agente immobiliare e insegnante nei corsi per adulti), dedicandosi in parallelo anche all'attività di allenatore di pallavolo, che diventerà poi la sua professione dopo essersi anche diplomato all'Instituto Nacional de Educación Física.

## Carriera

### Allenatore

#### Club

Velasco esulta con la panchina della Panini per la vittoria del quarto scudetto consecutivo al termine del campionato 1988-89

I primi contatti di Velasco con la pallavolo avvengono ai tempi del liceo e dell'università, quando gioca e allena selezioni giovanili, ma la carriera vera e propria inizia nel Ferro Carril Oeste di Buenos Aires, dove vince quattro campionati argentini consecutivi tra il 1979 e il 1982. In quello stesso anno, come vice della nazionale argentina, partecipa alla vittoria della medaglia di bronzo ai campionati mondiali, giocati in casa.
Nel 1983, scoperto dal giovane direttore sportivo Giuseppe Cormio su suggerimento dei pallavolisti argentini della squadra Waldo Kantor e Carlos Wagenpfeil (che aveva allenato in nazionale), Velasco si trasferisce in Italia sulla panchina dello Jesi, neopromosso in Serie A2, guidato dal vice coach Alberto Santoni e dal presidente Sandrino Casoni. Nella stagione 1983-84 la matricola jesina termina al secondo posto una stagione a tratti disputata da capolista, sfiorando la promozione in Serie A1. In questo periodo Velasco si lega professionalmente con Paolo Giardinieri, scoutman che lo accompagnerà per buona parte della carriera.
Nel 1985 viene chiamato sulla panchina della blasonata Panini di Modena dove incontra, ancora giovani, alcuni dei giocatori che segneranno la storia del volley italiano e mondiale nel decennio seguente: Luca Cantagalli, Lorenzo Bernardi e Andrea Lucchetta, cui si aggiungerà l'anno successivo Fabio Vullo; insieme al più esperto Franco Bertoli, formeranno l'ossatura di una squadra capace di riportare lo scudetto a Modena e di difenderlo per tre stagioni consecutive, fino al 1989, oltreché di raggiungere per tre volte consecutive la finale di Coppa dei Campioni.

Velasco alla guida della Panini nella stagione 1987-88

Dopo quattordici anni dedicati alle nazionali, nel 2003 rientra nel campionato italiano, guidando il Piacenza alla finale play-off, perdendo lo scudetto contro il Treviso. Nel 2004 torna dopo quindici anni a Modena, dove rimane per due stagioni con risultati altalenanti. Nel 2006 passa alla Gabeca dove, nella stagione 2007-08, raggiunge i play-off, traguardo che alla società di Montichiari mancava da cinque stagioni.
Nell'annata 2018-19 torna ad allenare a Modena per la terza volta in carriera. Vince la Supercoppa italiana nella finale contro il Trentino, prima di dimettersi al termine della stagione e maturare l'intenzione di chiudere la carriera da allenatore. Dopo un quadriennio trascorso nei ranghi della federazione italiana, nell'annata 2023-24 torna a guidare la panchina, stavolta nel campionato femminile, con la UYBA di Busto Arsizio; si dimette il 21 novembre 2023, stante l'impossibilità di ricoprire un doppio incarico, per accettare la guida tecnica della nazionale italiana femminile.

#### Nazionale
Nel 1989 passa ad allenare la nazionale italiana maschile. Ottiene subito l'oro ai Campionati europei, disputati in Svezia, il primo nella storia della pallavolo italiana. È solo il primo di una lunga striscia di successi: fino al 1996, quando Velasco lascia la panchina azzurra, l'Italia colleziona 3 ori europei, 2 mondiali e 5 vittorie nella World League, oltre ad altri trofei minori.
Artefici in campo di questi successi sono tra gli altri Andrea Zorzi, Andrea Giani, Paolo Tofoli, Pasquale Gravina, Marco Bracci, Andrea Gardini, oltre ai già citati Bernardi, Cantagalli e Lucchetta: questo straordinario gruppo di giocatori forma la cosiddetta generazione di fenomeni, e la nazionale italiana di quegli anni verrà in seguito premiata dalla FIVB come Squadra del secolo. Il talento dei giocatori che ha a disposizione non mette però in secondo piano la figura dell'allenatore, tanto che in quel periodo Velasco diviene noto anche al di fuori del mondo della pallavolo; celebri alcune sue espressioni, come gli ”occhi della tigre”, per indicare lo sguardo grintoso che pretende dai suoi giocatori in campo. Solo un traguardo rimarrà irraggiungibile per quella formazione, l'alloro olimpico. Riguardo all'abbandono della panchina azzurra, dichiarò:
Nel biennio 1997-98 Velasco allena la nazionale italiana femminile con l'obiettivo di portare le azzurre alla qualificazione olimpica, fino ad allora mai centrata, a Sydney 2000. In questo lasso di tempo conduce le ragazze a un quinto posto agli Europei del 1997, deludente rispetto alle ambizioni iniziali, per poi lasciare la panchina al suo vice Angelo Frigoni, già suo secondo ai tempi della nazionale maschile. In questa fase, inoltre, da una sua idea prende vita il Club Italia, una squadra formata dalle giovani più promettenti selezionate dalla Federazione, per permettere loro di allenarsi tutto l'anno senza lo stress legato alle competizioni con le proprie società: nel Club Italia militeranno tra le altre Elisa Togut, Eleonora Lo Bianco, Anna Vania Mello e Simona Rinieri, l'ossatura della nazionale campione del mondo nel 2002 in Germania.
Nel 2001 torna ad allenare una nazionale maschile, quella ceca, senza però ottenere grandi risultati. Bisogna attendere il 2008 per un nuovo ciclo di esperienze con le squadre nazionali: dopo una parentesi con la nazionale maschile spagnola, presa in mano da campione europea in carica (aveva vinto l'Europeo in Russia nel 2007 con in panchina Andrea Anastasi), accetta la sfida di allenare la nazionale maschile iraniana e riesce nell'impresa di vincere per la prima volta nella storia della nazionale persiana il Campionato asiatico nel 2011 disputatosi in casa a Teheran per poi ripetersi nell'edizione successiva di Dubai nel 2013. Nella prima partecipazione alla World League nel 2013 ottiene discreti risultati, tra cui una vittoria in Italia contro i suoi ex azzurri.
Nel febbraio 2014 viene scelto come commissario tecnico della nazionale del suo Paese, la nazionale maschile argentina, ruolo che non aveva mai ricoperto nella sua lunga carriera. Esordisce il 16 maggio a Lanús in amichevole contro la Tunisia vincendo per 3-0. Nel luglio 2015, a Toronto, vince la diciassettesima edizione dei Giochi panamericani.
Dal gennaio 2024 gli viene riaffidato l'incarico di commissario tecnico della nazionale italiana femminile, a ventisei anni dalla sua precedente esperienza con le azzurre. Nell'estate seguente conduce la squadra alle vittorie della Volleyball Nations League e della medaglia d'oro ai Giochi della XXXIII Olimpiade di Parigi, quest'ultima la prima nella storia della pallavolo italiana e nella carriera di Velasco. Nel luglio del 2025 bissa il successo dell'anno precedente in Volleyball Nations League.

### Dirigente
La popolarità di Velasco nel mondo dello sport italiano è stata tale da far sì che venisse chiamato nel 1998 dall'imprenditore Sergio Cragnotti, all'epoca presidente della società calcistica della Lazio, a ricoprire la carica di direttore generale del club. Nel 2000, dopo la fine anticipata dell'esperienza laziale, transita anche nell'Inter, sotto la presidenza di Massimo Moratti, come responsabile dell'area fisico-atletica del club. Tuttavia l'avventura termina dopo pochi mesi, in seguito all'esonero di Marcello Lippi e all'arrivo in panchina di Marco Tardelli.
Nel giugno 2019 viene nominato direttore tecnico del settore giovanile maschile della Federazione Italiana Pallavolo. Mantiene l'incarico per il successivo quadriennio, durante il quale le nazionali giovanili italiane ottengono svariate medaglie nei tornei internazionali.

## Palmarès

### Club
- Campionato argentino: 4

Ferro Carril Oeste: 1979, 1980, 1981, 1982
- Campionato italiano: 4

Panini Modena: 1985-86, 1986-87, 1987-88, 1988-89
- Coppa Italia: 3

Panini Modena: 1985-86, 1987-88, 1988-89
- Supercoppa italiana: 1

Modena Volley: 2018
- Coppa delle Coppe: 1

Panini Modena: 1985-1986

### Nazionale

Velasco, allenatore della nazionale italiana maschile, viene festeggiato dai tifosi nel 1990 dopo la vittoria del primo titolo mondiale.

- Campionato europeo maschile di pallavolo: 3

Italia: 1989, 1993, 1995
- Campionato mondiale maschile di pallavolo: 2

Italia: 1990, 1994
- World League di pallavolo: 5

Italia: 1990, 1991, 1992, 1994, 1995
- Grand Champions Cup maschile: 1

Italia: 1993
- World Top Four maschile: 1

Italia: 1994
- Coppa del Mondo maschile di pallavolo: 1

Italia: 1995
- World Super Challenge maschile: 1

Italia: 1996
- Giochi del Mediterraneo: 1

Italia: 1997
- Campionato asiatico e oceaniano maschile di pallavolo: 2

Iran: 2011, 2013
- Pallavolo ai Giochi panamericani - Torneo maschile: 1

Argentina: 2015
- Volleyball Nations League femminile: 2

Italia: 2024, 2025
- Pallavolo ai Giochi olimpici - Torneo femminile: 1

Italia: 2024

### Premi individuali
- Gazzetta Sports Awards: 1

Allenatore dell'anno: 2024